# Saint-Lormel
Saint-Lormel är en kommun i departementet Côtes-d'Armor i regionen Bretagne i nordvästra Frankrike. Kommunen ligger i kantonen Plancoët som tillhör arrondissementet Dinan. År 2022 hade Saint-Lormel 883 invånare.

## Befolkningsutveckling
Antalet invånare i kommunen Saint-Lormel
Referens:INSEE